# GPSS
GPSS (ang. General Purpose Simulation System) to język programowania stosowany do symulacji komputerowych. Język został stworzony w latach 60. przez Geoffreya Gordona. Najczęstszym zastosowaniem tego języka są symulacje systemów kolejkowych, takich jak np. kasy w supermarketach czy linie produkcyjne w fabrykach.